# Danai Stratigopoulou
Danai Stratigopoulou (en griego moderno Δανάη Στρατηγοπούλου) (* 8 de febrero de 1913 en Atenas - † 18 de enero de 2009 en Atenas) fue una cantante, escritora y profesora universitaria griega, conocida por ser la traductora al griego de la obra del chileno Pablo Neruda.

## En Grecia y Europa
Danai nació en Atenas en 1913. Vivió su infancia y primera juventud en Francia, donde estudió ciencias políticas, al mismo tiempo que iniciaba su carrera musical, como cantante de música popular. Los inicios de su carrera musical la llevaron a colaborar con distintos músicos griegos. En 1935, interpretó canciones del compositor de música moderna Attik (Kleon Triandafylou).
Durante toda su carrera se dedicó a defender la canción popular griega. Fue galardonada como cantante y compositora en numerosos festivales nacionales e internacionales, y durante la Segunda Guerra Mundial fue miembro de la resistencia antinazi y antifascista.

## En Chile
Stratigopoulou trabajó en la Universidad de Santiago de Chile como profesora de folclore griego. Fue docente también de Laografía Griega en el Pabellón Griego de la Universidad de Chile durante cinco años. En este país compuso muchas de sus obras musicales, que en total totalizarían más de 300 canciones. También publicó diversas obras de literatura y poesía, además de traducciones al griego de la obra del poeta chileno y ganador del Premio Nobel Pablo Neruda. Por todo esto, fue galardonada por la República de Chile.

## Discografía
- 1969 - Istros (Danai canta a Neruda)
- San Ki Apopse
- Concierto de Chile